# St. Gumbertus (Schwarzenbach an der Saale)

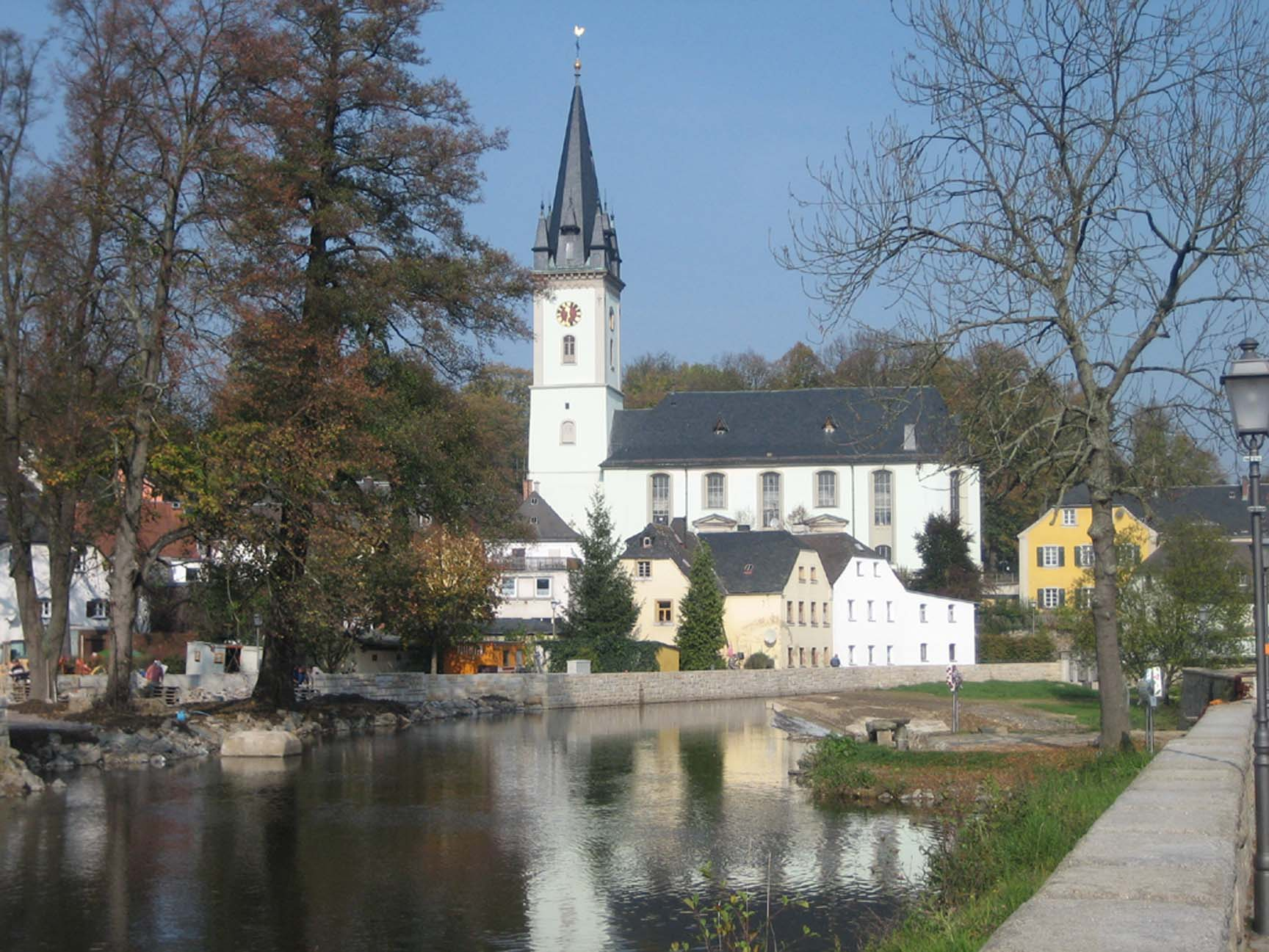
St.-Gumbertus-Kirche

Die St.-Gumbertus-Kirche ist die evangelisch-lutherische Pfarrkirche der Stadt Schwarzenbach an der Saale.
Die Gumbertuskirche steht auf dem steilen Kirchberg am Westufer der Saale und ist als Teil des Stadtensembles und als Bauwerk ein Baudenkmal. Es handelt sich um eine Saalkirche mit Westturm. Sie gehört zum Dekanat Münchberg. Das Kirchenpatronat war früher an das Rittergut Schwarzenbach gebunden. Der Vater von Jean Paul war der erste Pfarrer im Ort, er ist auf dem dortigen Friedhof bestattet. Die Kirche brannte mehrmals ab.
Zu den Besonderheiten der Ausstattung zählt eine Heidenreich-Orgel, welche 1797 vom Orgelbauer Friedrich Heidenreich erbaut wurde. Nach einem Brand 1810 wurde diese 1812 von dessen Sohn Eberhard Friedrich Heidenreich wieder aufgebaut. 1926 baute die Orgelwerkstatt Furtwängler & Hammer in das alte Gehäuse ein neues Instrument ein. Dieses wurde ersetzt durch eine Orgel, die 1980 von der Werkstatt Werner Bosch Orgelbau ebenfalls in das historische Gehäuse eingebaut wurde. Diese Orgel hat einen Umfang von 34 Registern auf drei Manualen und Pedal.
Der Altar von 1812 ist ein Werk des Bildhauers Groß aus Burgkunstadt. Ein heute verschollener Taufengel stammte aus dem Jahr 1891.

## Nachweise
1. ↑  Orgel Databank: Schwarzenbach an der Saale – Evangelisch-Lutherische Sankt Gumbertuskirche

Koordinaten: 50° 13′ 26,4″ N, 11° 55′ 57,5″ O